# François Briant
François Briant, alias Baron, né le 26 avril 1920 à Lannilis et mort en juillet 1948, est un soldat de la France libre puis résistant français, opérateur radio du BCRA, qui a été arrêté puis déporté en camps de concentration.

## Biographie
Novice des Pères Blancs, Briant passe en Grande-Bretagne où il fait la connaissance de Daniel Cordier affecté comme lui au bataillon de chasseurs de Camberley, une des premières unités de la France Libre naissante.
Après avoir rejoint le Bureau central de renseignements et d'action (BCRA), il est parachuté en France avec Cordier en juillet 1942. Briant (Pal W) est opérateur radio de Jean Ayral (Pal) détaché auprès de Libération-Nord. Provisoirement établi dans la région de Clermont-Ferrand, il aide Maurice de Cheveigné surchargé de travail, jusqu'en janvier 1943.
Dénoncé par un des membres de son réseau, François Briant est arrêté le 4 avril 1943 en pleine émission radio, torturé et condamné à mort. Après 10 mois de détention à la prison de Fresnes, il est finalement déporté par le convoi de Compiègne du 22 janvier 1944 au camp de Buchenwald. Quelques semaines plus tard, il est transféré au camp de Dora, où il travaille dans des conditions effroyables dans les tunnels où se fabriquent les fusées V2 ; il racontera à Cordier la scène monstrueuse de cadavres de déportés morts d'épuisement « éjectés comme des pantins » de wagonnets qui les transportaient, car le câble qui treuillait ces wagonnets vers la sortie de la mine s'était rompu. Puis, le 30 mars 1945, il est transféré à Neuengamme, où il vit un véritable « calvaire ». Après l'enfer de ces camps, il est envoyé à Ravensbrück le 16 avril, puis est libéré à Lübz par les Américains, le 3 mai 1945.
À son retour en France, après avoir passé quelques jours chez sa mère en Bretagne, Briant se rend à Paris et contacte le BRAL (Bureau de renseignement et d'action de Londres), nouveau nom du BCRA, et retrouve Cordier. Celui-ci lui donne l'hospitalité dans son appartement. C'est là que Briant lui avoue quelques jours plus tard que « l'horreur des camps » fait vaciller sa foi en Dieu ; cet aveu bouleverse Cordier, qui a lui même perdu la foi au cours de sa vie dans la clandestinité et qui conseille alors à Briant de rejoindre le séminaire afin d'y réfléchir à sa vocation.
François Briant rejoindra après la guerre les Pères Blancs à Maison-Carrée en Algérie, où il côtoiera notamment François de Gaulle, neveu du Général. Briant meurt dans un accident de montagne aux Voirons, le 11 juillet 1948.

## Sources
1. ↑  « https://www.memoiredeshommes.sga.defense.gouv.fr/fr/arkotheque/client/mdh/recherche_transversale/bases_nominatives_detail_fiche.php?fonds_cle=24&ref=2627590&debut=0 »
2. ↑  Daniel Cordier, Rétro-chaos - Mémoires, Gallimard, Paris, 2025, p. 136.
3. ↑  Daniel Cordier, La victoire en pleurant : Alias Caracalla 1943-1946, Gallimard, 2021 (cf. l'édition Folio de 2023, pp. 254 et 255).
4. ↑  Daniel Cordier, La victoire en pleurant : Alias Caracalla 1943-1946, op. cit. (cf. l'édition Folio de 2023, pp. 256 et 257).

- Daniel Cordier, Alias Caracalla, 931 p., Gallimard, Paris, 2009  (ISBN 978-2-07-074311-7)
- Daniel Cordier, Jean Moulin, la République des catacombes, Gallimard, Folio Histoire, 2011, 2 vol., 1859 p.  (ISBN 978-2-07-034974-6) (vol. 1),  (ISBN 978-2-07-035519-8) (vol. 2)
- Christian Hermy, De l'Ombre à la Lumière, éditions du Centenaire, 2020, 215 p.
- Dominique Schmidt, article « François Briant » en ligne sur le site http://memoiredeguerre.free.fr/biogr/briant-francois/briant-francois.htm (consulté le 21.08.2024).

## Filmographie
- Alias Caracalla, au cœur de la Résistance (téléfilm), réalisé par Alain Tasma en 2013, France 3, interprété par Léo-Paul Salmain.